# Eduard Lichtenstein
Eduard Lichtenstein (Karlsbad (Imperi Austrohongarès), 1 d'abril, 1889 - Hamburg (Boques de l'Elba), 9 de gener, 1953) va ser un cantant d'òpera (tenor) alemany.

## Biografia
Era fill del tenor Joseph Lichtenstein (1860–1912) es va formar com a tenor al Conservatori Stern amb Nikolaus Rothmühl. Va debutar a l'Òpera d'Hamburg l'any 1907 com a Georg a Der Waffenschmied de Lortzing i hi va estar compromès fins al 1912. El 1910 va cantar el David a Die Meistersinger von Nürnberg de Richard Wagner com a convidat a l'Òpera de Covent Garden de Londres. Aquest any va tornar a estudiar a París amb Jean de Reszke per desenvolupar encara més la seva veu de tenor.
El 13 d'abril de 1912 va participar en l'estrena de la comèdia musical-fantàstica de Ferruccio Busoni Die Brautwahl (L'elecció de la núvia). De 1912 a 1914 va cantar al "Hoftheater Wiesbaden", va aparèixer com a convidat a l'Òpera d'estiu del director Gura de Berlín i va estar compromès a la "Städtische Oper Berlin" durant la temporada 1914/15.
Des de 1915 va aparèixer com a convidat a tots els principals teatres d'opereta alemanys: de 1916 a 1918 al "Carl Schultze Theatre d'Hamburg", de 1918 a 21 a l'"Operettenhaus", i de nou als teatres d'opereta de Berlín: 1923-1925 al "Großer Schauspielhaus", 1925/26 al teatre de "Nollendorffplatz", 1928/29 al "Deutsches Künstlertheater", 1931-1933 al "Metropoltheater". Juntament amb el seu amic Richard Tauber, va ser considerat la millor persona per al paper principal a Paganini de Franz Lehár. Va cantar a les estrenes berlineses de les operetes Künneke Die Vielbeliebte (1919), The Vetter from Dingsda (1921) i The Light Blue Sisters (1925) i l'opereta Kollo Three Old Boxes (1927).
Després que els nacionalsocialistes arribessin al poder el 1933, Lichtenstein va haver d'abandonar Alemanya a causa de la seva ascendència jueva. Va emigrar a Holanda i es va convertir en professor de cant al Conservatori d'Amsterdam. Les gires de concerts el van portar pels Països Baixos, Bèlgica i Suïssa. Com que ara havia acceptat la ciutadania turca, va poder continuar la seva feina sense cap obstacle significatiu fins i tot després que els Països Baixos fossin ocupats per la Wehrmacht alemanya.
Després de la guerra va tornar a aparèixer en operetes el 1950 i va donar concerts a Hamburg i Suïssa. Va morir a Hamburg el 1953, una hora després del final d'un concert commemoratiu de Richard Tauber.
Va deixar gravacions de gramòfon a les marques Odeon, Homocord, Anker Record, HMV/Grammophon, Parlophon i Pathé. en va fer per Artiphon i Ultraphon.
El primer matrimoni de Liechtensten va ser amb la cantant Elisabeth Balzer i el seu segon matrimoni va ser amb l'actriu Hilde Wörner.